# Коровино (бывшая деревня, Москва)
Коро́вино — бывшая деревня, в 1960 году вошедшая в состав Москвы и давшее название нынешнему историческому району и промзоне на севере Москвы. Село располагалось на территории района «Дмитровский» Северного административного округа.

## Описание
Название местности происходит от деревни Коровино (Никольское-Коровино), известной с конца XVI века и располагавшейся по обе стороны ручья Коровий враг, у его впадения в реку Лихоборку. До конца XVIII века село находилось во владении Крестовоздвиженского монастыря, в 1798—1801 годах — владение одного из командоров Мальтийского ордена графа Н. А. Зубова, затем в ведении Коллегии экономии и ведомства государственных имуществ. Ранее рядом с деревней Коровино располагались Фуниково, Алтуфьево и Кожуриха.
С 1960 года входит в состав Москвы.
Через современное Коровино проходит Коровинское шоссе, соединяющее Дмитровское шоссе с промышленной зоной «Коровино», расположенной вдоль МКАД. В промзоне расположена одна из крупнейших в Европе теплоэлектроцентралей — ТЭЦ-21. По обе стороны шоссе находится жилой массив. На севере примыкает к МКАД.